# 3 for 1
3 for 1 è una raccolta del gruppo statunitense dei Kyuss, pubblicata nel 2000 dalla WEA. Il disco raccoglie i tre album del gruppo prodotti da Chris Goss, e precisamente Blues for the Red Sun (1992), Welcome to Sky Valley (1994) e ...and the Circus Leaves Town (1995). La raccolta è stata pubblicata in edizione limitata speciale da collezione, con una confezione particolarmente curata.

## Tracce
1. Thumb - 4:41
2. Green Machine - 3:38
3. Molten Universe -	2:49
4. 50 Million Year Trip (Downside Up) - 5:52
5. Thong Song - 3:47
6. Apothecaries' Weight - 5:21
7. Caterpillar March - 1:56
8. Freedom Run - 7:37
9. 800 - 1:34
10. Writhe - 3:42
11. Capsized - 0:55
12. Allen's Wrench - 2:44
13. Mondo Generator - 6:15
14. Yeah (Garcia) - 0:04
15. Gardenia - 6:53
16. Asteroid - 4:48
17. Supa scoopa and mighty scoop - 6:03
18. 100 Degrees - 2:29
19. Space cadet - 7:02
20. Demon cleaner - 5:19
21. Odyssey - 4:19
22. Conan Troutman - 2:11
23. N.O. - 3:47
24. Whitewater - 8:58
25. Hurricane - 2:41
26. One Inch Man - 3:30
27. Thee Ol' Boozeroony - 2:47
28. Gloria Lewis - 4:02
29. Phototropic - 5:13
30. El Rodeo - 5:35
31. Jumbo Blimp Jumbo - 4:39
32. Tangy Zizzle - 2:39
33. Size Queen - 3:46
34. Catamaran - 2:59
35. Spaceship Landing - 34:04

## Formazione
- John Garcia - voce (tutte le tracce)
- Josh Homme - chitarra (tutte le tracce)
- Nick Oliveri - basso elettrico (tracce 1-14)
- Scott Reeder - basso elettrico (tracce 15-35)
- Brant Bjork - batteria (tracce 1-24)
- Alfredo Hernandez - batteria (tracce 25-35)